# I Am Heresy
I Am Heresy war eine US-amerikanische Metalcore- und Hardcore-Punk-Band aus Delaware, die im Jahr 2011 gegründet und 2015 aufgelöst wurde.

## Geschichte
Die Band wurde im Jahr 2011 vom Boysetsfire-Sänger Nathan Gray gegründet. Innerhalb eines Monats schrieb die Band zehn Lieder für ihr erstes Album. Währenddessen kam Nathan Grays Sohn Simon als Gitarrist zur Band, als weiterer Gitarrist Jonah Latshaw, Sohn des Boysetsfire-Gitarristen Joshua Latshaw. Nachdem das selbstbetitelte Debüt im Herbst 2012 bei Magic Bullet Records veröffentlicht worden war, erschien es vier Monate später Anfang 2013 in Europa bei End Hits Records. Mit dem Bassisten Jay Sin, dem Schlagzeuger Crumbs Konieko und dem dritten Gitarristen Gregg Kautz war die Besetzung vollständig. Es folgte eine Europatournee mit Hierophant.
Im März 2013 erschien die EP O Day Star, Son of Dawn mit vier neuen Liedern. Mit Vattnet Viskar ging die Band auf Tour entlang der Ostküste der Vereinigten Staaten. Danach nahm die Band im Studio das Album Thy Will auf, das 2014 bei Century Media erschien. Bassist Jay Sin hatte mittlerweile zur E-Gitarre gewechselt, nachdem Jonah Latshaw die Band verlassen hatte. Als Bassist kam Matt Balog zur Band. Der Veröffentlichung folgte eine US-Tournee zusammen mit Off with Their Heads, ehe es auf Tour durch Europa zusammen mit Wolves Like Us ging. Im Oktober 2015 gab Gray via Facebook bekannt, dass sich I Am Heresy aufgelöst habe, damit er sich stärker seinem Soloprojekt und seiner Band Boysetsfire widmen könne.

## Stil
Laut laut.de setze sich die Gruppe im Gegensatz zu Boysetsfire weniger mit politischen Themen auseinander, sondern übt Kritik an Religion aus und stellt die Existenz von Gott in Frage, wobei Sänger Gray bekennender Atheist sei. Die Lieder erinnerten an die frühen Werken von Boysetsfire sowie Converge und Integrity. Vor allem das Screaming und die „lärmenden“ E-Gitarren, die an Black Metal erinnerten, stünden im Vordergrund. Durch schwere und düstere Akustik-Einschübe sowie Folk-Elemente werde die Musik zudem noch aufgelockert. Laut Alex Schlage vom Ox-Fanzine vermischt die Gruppe auf I am Heresy metallischen Hardcore der 1990er-Jahre und den Klang aktueller Bands wie Converge und The Dillinger Escape Plan. Der Gesang sei eine Mischung aus hardcoretypischen Shouts und tiefen, dezenten Growls auch auf Klargesang. In einem Interludium sei zudem weiblicher Gesang verwendet worden. Auch für Matthias Weckmann vom Metal Hammer spielte die Band auf dem Album metallischen Hardcore, wobei die Musik an die Noise-lastigen Anfangswerke von Boysetsfire erinnere. Als weitere Vergleiche zog er Bands wie Converge und Integrity heran. Laut Weckmann sind auf Thy Will Einflüsse von Metalcore im Stil von Bands wie Killswitch Engage, Hardcore Punk im Stil von Integrity und Noise zu hören. Einige Riffs auf dem Album erinnerten an Death Metal.

## Diskografie
- 2012: I Am Heresy (Album, Magic Bullet Records)
- 2013: O Day Star, Son of Dawn (EP, End Hits Records)
- 2014: Thy Will (Album, Century Media)